# Pike megye (Arkansas)
Pike megye az Amerikai Egyesült Államokban, azon belül Arkansas államban található. Megyeszékhelye és legnagyobb városa Murfreesboro. Lakosainak száma 10 171 fő (2020. április 1.). Pike megye Montgomery, Hempstead, Clark, Nevada, Howard és Polk megyékkel határos.

## Népesség
A megye népességének változása:
| Lakosok száma | 11 280 | 11 251 | 11 280 | 11 177 | 10 824 | 10 171 |
|               | 2010   | 2011   | 2012   | 2013   | 2015   | 2020   |